# Họ Mọt đầu dài
Bostrichidae là một họ bọ cánh cứng với hơn 700 loài đã được miêu tả. Đầu của các con bọ này không thể được nhìn thấy từ bên trên, vì nó thường cúi xuống và giấu sau ngực.

## Các loài chọn lọc
Danh sách này không đầy đủnbsp;:
- Amphicerus cornutus (Pallas, 1772)
- Prostephanus truncatus (Horn, 1878)

Các loài ở Úc
- Dinoderus minutus (Fabricius)
- Lyctus brunneus (Stephens)
- Lyctus discedens Blackburn
- Lyctus parallelocollis Blackburn
- Mesoxylion collaris (Erichson)
- Mesoxylion cylindricus (Macleay)
- Minthea rugicollis (Walker)
- Rhyzopertha dominica (Fabricius) - lesser grain borer
- Sinoxylon anale (Lesne)
- Xylion cylindricus Macleay
- Xylobosca bispinosa (Macleay)
- Xylodeleis obsipa Germar
- Xylopsocus gibbicollis (Macleay)
- Xylothrips religiosus (Boisduval)
- Xylotillus lindi (Blackburn)

Các loài ở Anh
- Bostrichus capucinus
- Bostrychoplites cornutus (Olivier, 1790)
- Stephanopachys substriatus
- Trogoxylon parallelopipedum
- Lyctus cavicollis
- Lyctus linearis (Goeze, 1877)
- Lyctus planicollis
- Lyctus sinensis

## Hình ảnh

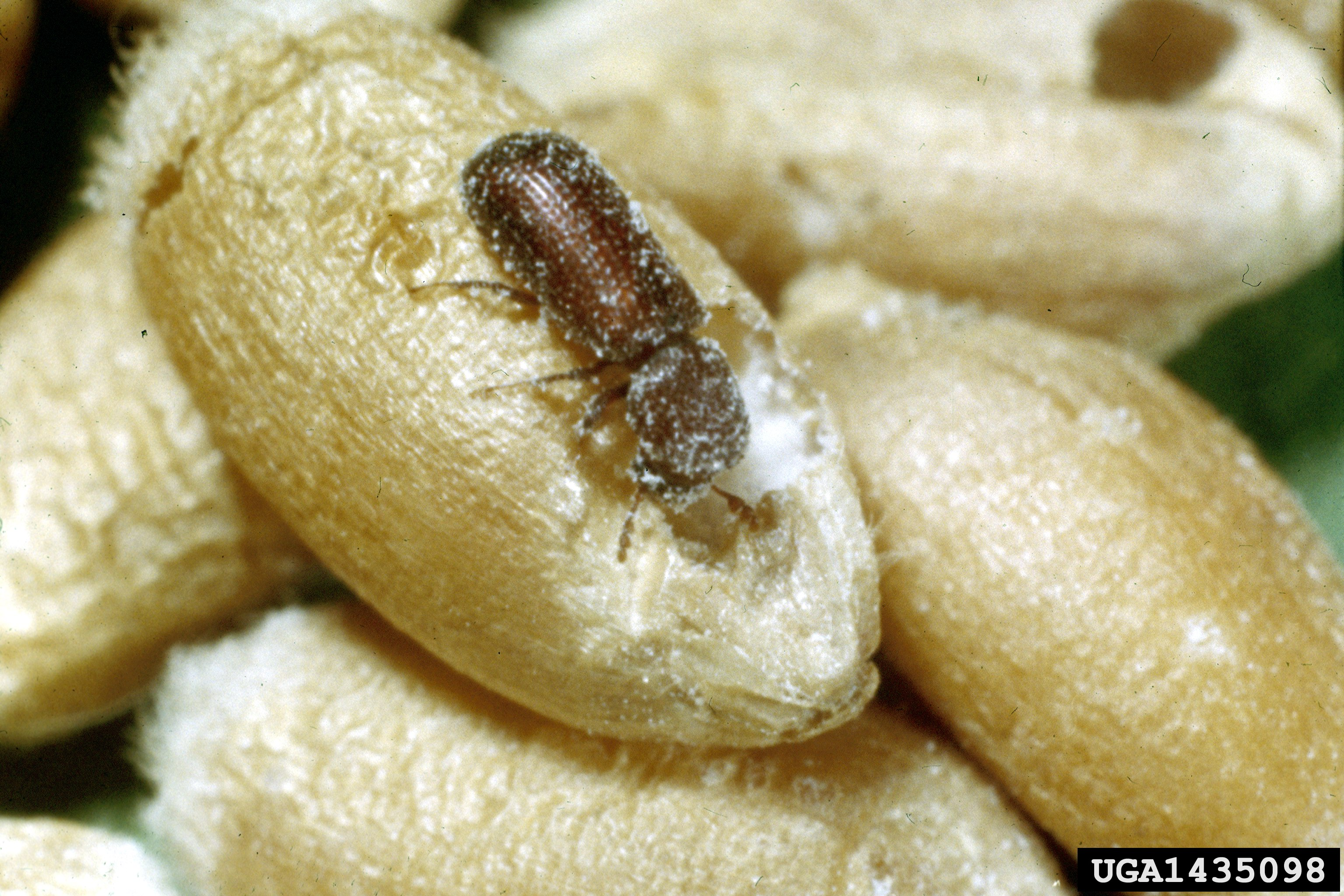
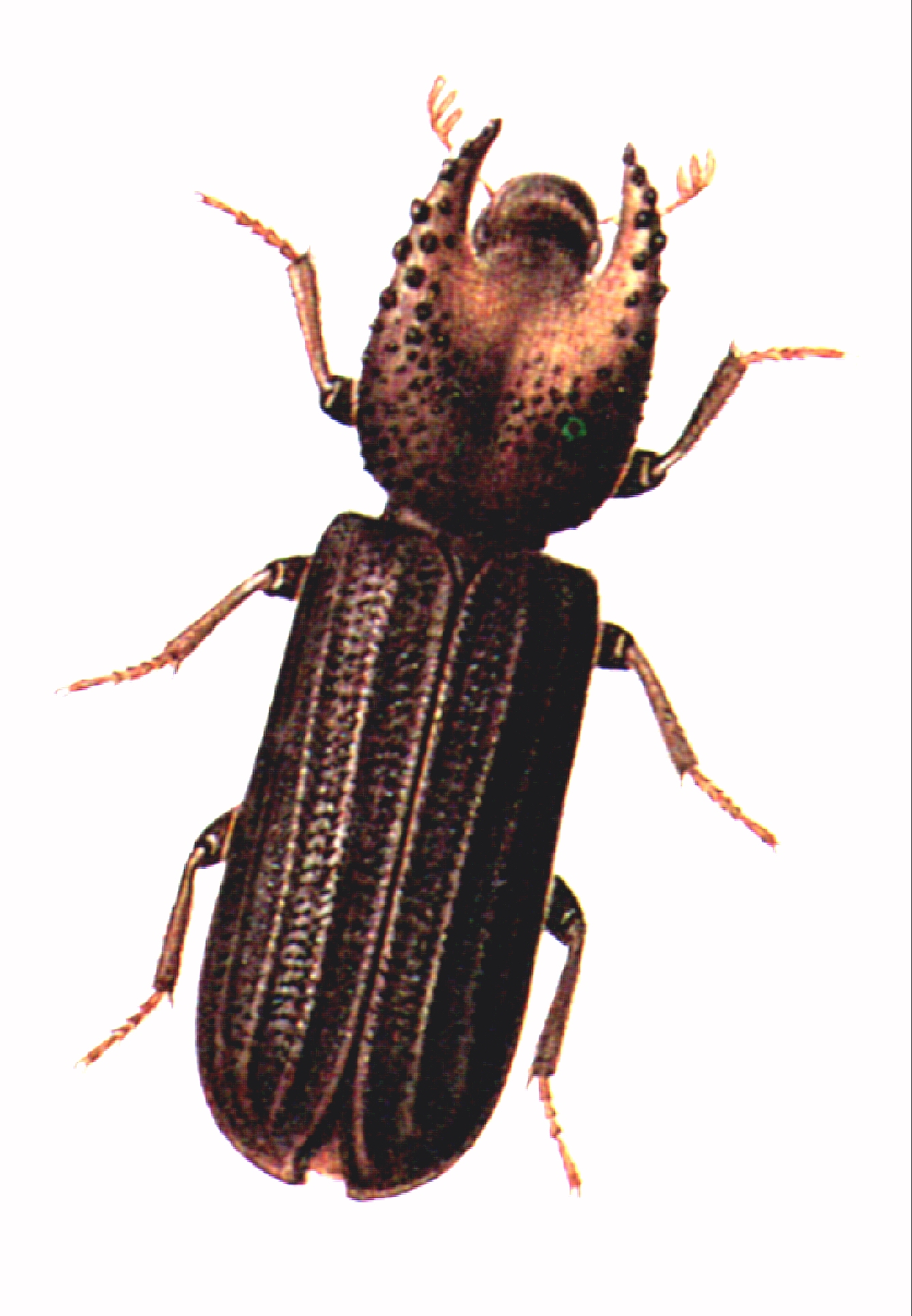
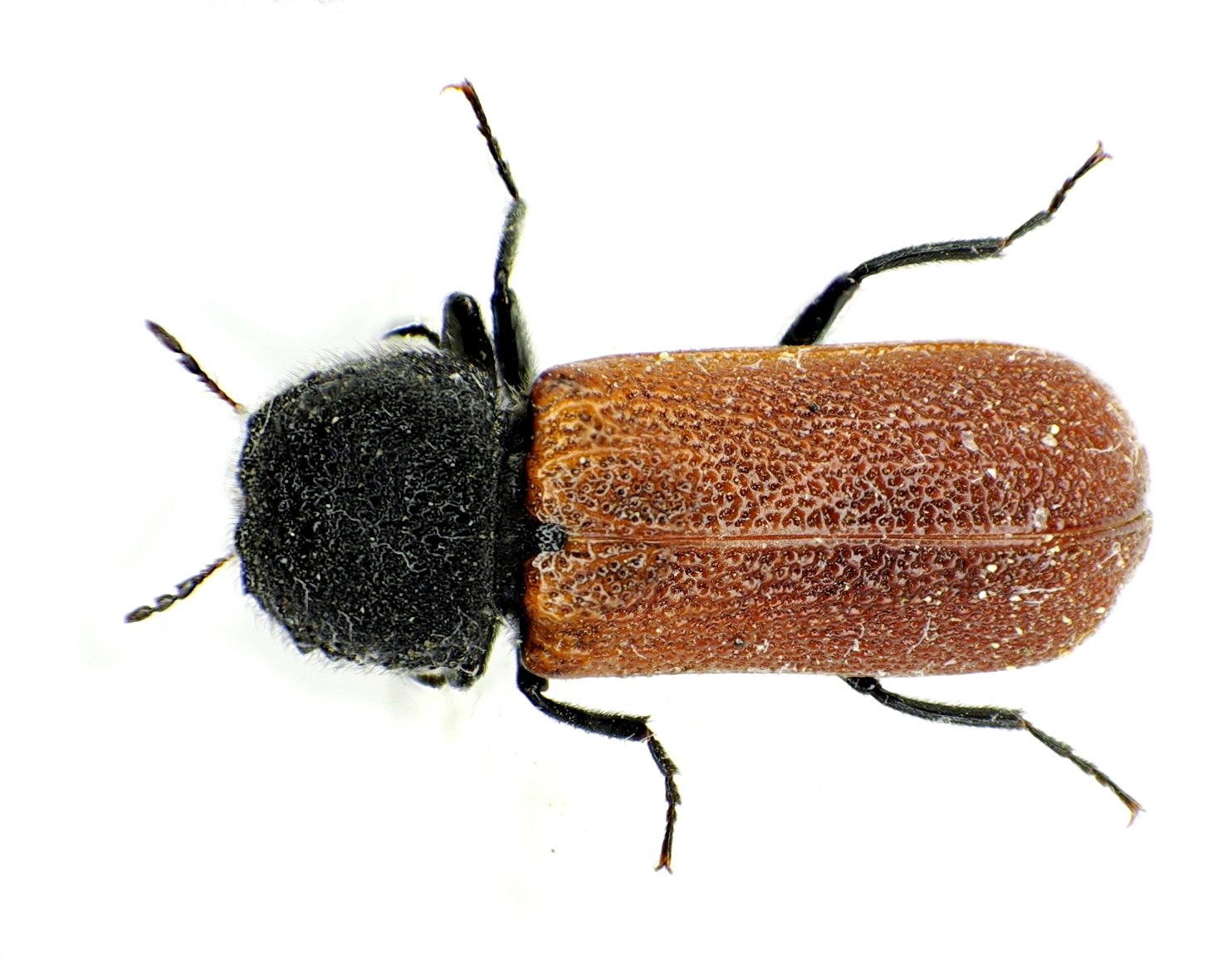